# Macintosh Common Lisp
Macintosh Common Lisp (MCL) — коммерческая реализация языка программирования Common Lisp.
В состав MCL входят интегрированная среда разработки, компилятор в машинный код, отладчик, инспектор объектов.

## История
В 1987 году компания Coral Software выпустила первую версию Coral Common Lisp — среду разработки приложений на языке Common Lisp для компьютеров Macintosh.
Coral Common Lisp широко использовался компанией Apple Computer при разработке Apple Dylan. В 1989 году Apple Computer приобрела компанию Coral Software и Coral Common Lisp был переименован в Macintosh Common Lisp.
В 1990 году Apple Computer выпустила новую версию Macintosh Common Lisp, которая соответствовала Common Lisp, описанному во втором издании книги Гай Стила (Guy L. Steele) "Common Lisp the Language". Некоторое время спустя Apple Computer прекратила разработку нескольких своих сред разработки и компиляторов, в том числе Macintosh Common Lisp.
10 ноября 1994 Apple Computer передала права на Macintosh Common Lisp компании Digitool, созданной для продолжения разработки Macintosh Common Lisp. Одна из первых задач Digitool была выпустить MCL для Macintosh на базе процессоров PowerPC, которые к тому времени сменили Macintosh на базе процессоров Motorola 680x0. В результате компилятор MCL был целиком переписан.
В мае 1995 года Digitool выпустила свою первую версию для процессоров Motorola 680x0, а в апреле 1996 года первую версию для PowerPC.
В марте 2008 года Digitool выпустила версию 5.2 с открытым исходным кодом для процессоров PowerPC.